# SV Deutsch Krone
Der SV Deutsch Krone war ein deutscher Sportverein aus dem pommerschen Deutsch Krone, dem heutigen Wałcz.

## Geschichte

### Anfänge in der Baltischen Fußballmeisterschaft
Der Verein wurde 1913 gegründet und spielte im Baltischen Rasen- und Wintersport-Verband. Der Verein nahm erstmals in der Saison 1921/22 an der Baltischen Fußballmeisterschaft teil. In der Saison 1922/23 konnte sich er Verein über den ersten Platz seiner Gruppe mit 26:0 Punkten für die Endrunde Pommern qualifizieren. Dort war dann im Halbfinale nach einem 1:3 gegen den SV Sturm Lauenburg Schluss. Die nächste Saison konnte der Verein ebenfalls als Gruppenerster abschließen, hier war der Weg in der Endrunde aber bereits in der Vorrunde durch eine 0:4-Niederlage beim Stettiner SC zu Ende. Nach der Saison 1924/25 konnte mit 19:3 Punkten dann nur zweite Platz in der Gruppe erreicht werden, trotzdem konnte sich der Verein für die Teilnahme an der Endrunde qualifizieren. In der Endrunde scheiterte der Verein wieder in der Vorrunde, dieses Mal mit 1:6 gegen den Stettiner FC Titania. Danach konnte sich der Verein nicht mehr für die Endrunde qualifizieren und spielte noch bis zur Saison 1931/32 in der ersten Liga mit. In dieser Saison konnten Vereine erstmals in die 2. Klasse absteigen, bedingt durch den neunten Platz und nur einem Sieg am Ende der Saison musste der SV auch den Gang in die zweite Liga antreten.

### Zeit während des Zweiten Weltkriegs
Zur Saison 1940/41 stieg der Verein aus der 2. Klasse in die 1. Klasse Pommern auf. In der ersten Saison erreicht der SV mit einem ausgeglichenen Punktestand von 8:8 am Ende den dritten Platz. In der nächsten Saison konnte diese Platzierung wiederholt werden. Nach der Saison 1934/44 stand am Ende der Saison dann erneut der dritte Platz auf der Tabelle.
Zur Saison 1944/45 wurden alle Vereine die noch am Spielbetrieb teilnehmen konnten in die Gauliga Pommern eingeteilt und dort in sogenannte Sportkreisgruppen eingegliedert. Die Gruppe Schneidemühl des Abschnitt Ost wurde dem SV zugeteilt. Noch vor dem Ende der Saison wurde der Spielbetrieb wieder abgebrochen. Ergebnisse aus dieser Saison sind nicht mehr überliefert. Spätestens am Ende des Zweiten Weltkriegs wurde der Verein dann auch aufgelöst.